# Luvanda simplices
Luvanda simplices är en insektsart som beskrevs av Irena Dworakowska 1995. Luvanda simplices ingår i släktet Luvanda och familjen dvärgstritar.
Artens utbredningsområde är Filippinerna. Inga underarter finns listade i Catalogue of Life.